# Henryk Swinarski
Henryk Marian Swinarski (ur. 4 sierpnia 1931 w Szewnej) – polski rzemieślnik i działacz polityczny, poseł na Sejm PRL IX kadencji.

## Życiorys
W 1955 uzyskał tytuł zawodowy magistra inżyniera instalacji sanitarnych na Politechnice Wrocławskiej. W latach 50. i 60. pracował w Biurze Projektów Przemysłu Węglowego i w Zjednoczeniu Instalacji Przemysłowych we Wrocławiu. W 1957 uruchomił własny zakład rzemieślniczy instalacji sanitarnych i ogrzewania. Przez długi okres był zaangażowany w działalność w samorządzie rzemieślniczym. Od 1970 do 1984 pełnił obowiązki przewodniczącego Wojewódzkiej Rady Banku Gospodarki Żywnościowej, a w latach 1972–1983 wiceprzewodniczącego jego Krajowej Rady. W 1970 został prezesem Banku Spółdzielczego Rzemiosła we Wrocławiu.
W 1964 przystąpił do Stronnictwa Demokratycznego, przez lata zasiadając w jego władzach miejskich i wojewódzkich. W latach 1985–1989 pełnił mandat posła na Sejm PRL IX kadencji w okręgu Wrocław Fabryczna, zasiadając w Komisji Planu Gospodarczego, Budżetu i Finansów oraz w Komisji Nadzwyczajnej do rozpatrzenia projektu ustawy o zmianie Konstytucji Polskiej Rzeczypospolitej Ludowej.
Właściciel Zakładu Instalacji Sanitarnych i Techniki Grzewczej we Wrocławiu.

## Odznaczenia
- Złoty Krzyż Zasługi
- Srebrny Krzyż Zasługi
- Medal 40-lecia Polski Ludowej[1]